# Ma vie au soleil
Singles de Keen'v
Petite Émilie
(2011) Elle t'a maté (Fatoumata)
(2012)
Ma vie au soleil est le troisième single musical de l'album La vie est belle (2012) du chanteur Keen'v sorti en 2012. La chanson est écrite et composée par DJ Yaz, Fabrice Vanvert, Keen'v et Zonee.L. La production est réalisée par DJ Yaz.

## Classement par pays
| Classement (2012)                        | Meilleure position |
| ---------------------------------------- | ------------------ |
| Belgique (Wallonie Ultratop 50 Singles)  | 3                  |
| Belgique (Wallonie Ultratip 50)          | 2                  |
| Belgique (Wallonie Dance Bubbling Under) | 1                  |
| France (SNEP)                            | 2                  |